# Clément Lhotellerie

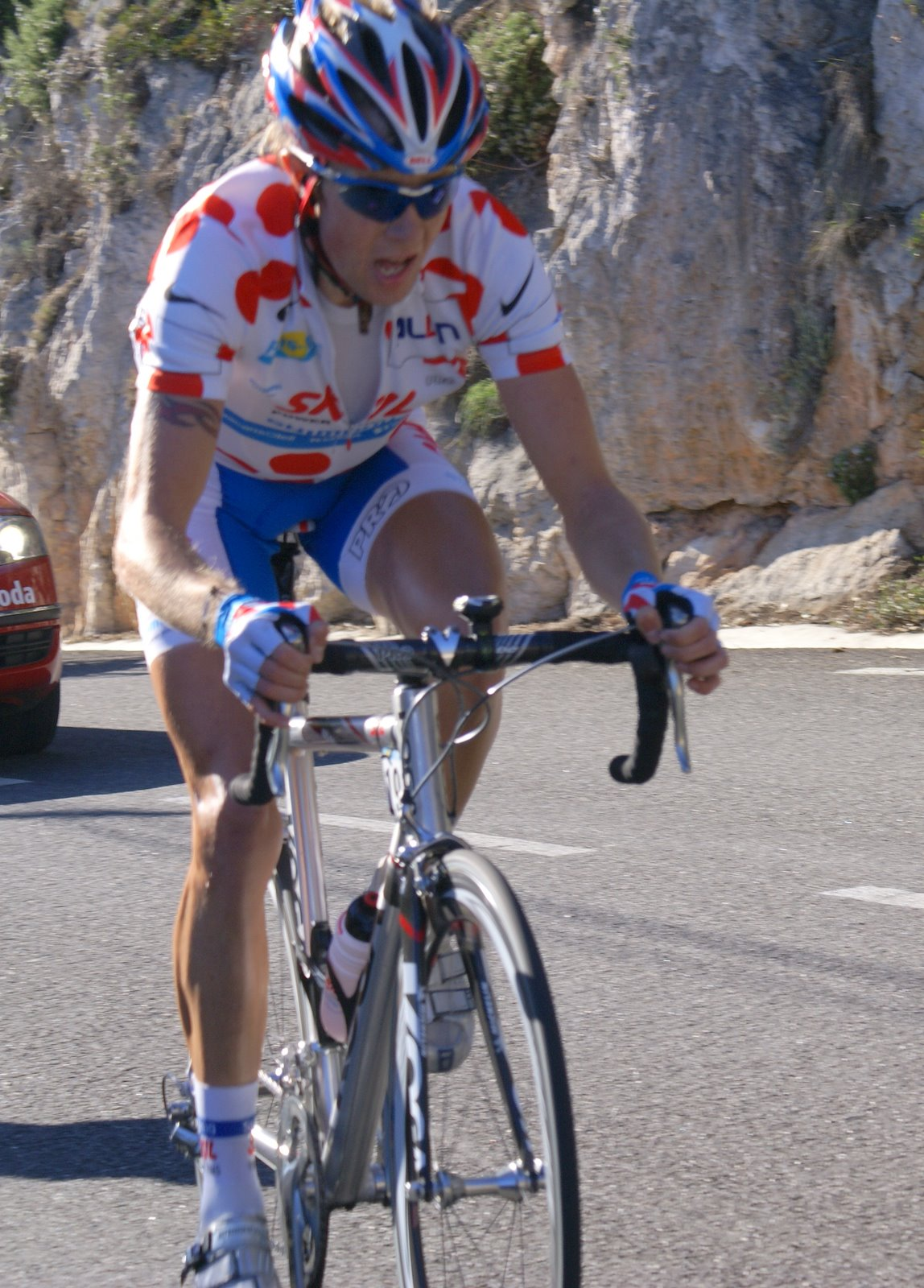
Clément Lhotellerie sur le Paris-Nice 2008, portant le maillot à pois de meilleur grimpeur.

Clément Lhotellerie, né le 9 mars 1986 à Charleville-Mézières, est un coureur cycliste français, professionnel entre 2007 et 2013.

## Biographie
Spécialiste du cyclo-cross dans les jeunes catégories, Clément Lhotellerie devient stagiaire au sein de l'équipe Crédit agricole à la fin de la saison 2006 après avoir remporté le Circuit de Saône-et-Loire ainsi que le Grand Prix des Flandres françaises à Liévin. C'est cependant avec l'équipe néerlandaise Skil-Shimano qu'il signe son premier contrat professionnel en 2007. Son meilleur résultat cette année-là est une quatrième place au classement final du Tour du Limousin.
Sa saison suivante débute en février par une deuxième place finale sur le Tour d'Andalousie ainsi qu'une seconde place lors de la troisième étape de Paris-Nice. Il continue ce Paris-Nice en portant le maillot de meilleur grimpeur et termine à la onzième place du classement général.
En 2009, il quitte l'équipe Skil-Shimano pour rejoindre Vacansoleil, une équipe néerlandaise ayant également le statut d'équipe continentale professionnelle. Il est désigné leader pour les courses par étapes par l'encadrement de l'équipe. Il figure dans les échappés des courses du début de saison et est contraint à l'abandon dans la sixième étape du Tour d'Andalousie et doit arrêter la compétition durant deux semaines à cause d'une blessure au genou. Sa reprise s'effectue à Cholet-Pays de Loire, première manche de la coupe de France. Il participe ensuite notamment au Critérium international dans sa ville natale, Charleville-Mézières. Le 26 avril 2009, il est contrôlé positif à la méthylhexanamine et est licencié par son équipe.
Ayant reconnu son erreur, il est suspendu cinq mois pour négligence ayant occasionné un contrôle positif. Il s'engage dans l'équipe continentale Roubaix Lille Métropole pour la saison 2010.
En 2011, il reprend la compétition chez les élites sans contrat au sein de l'équipe belge de la Pédale Saint-Martin de Tournai. Il renoue avec la victoire et espère retrouver un contrat professionnel. 
Il intègre en 2012 l'équipe continentale belge Colba-Superano Ham et signe un contrat professionnel avec cette équipe en octobre 2012 grâce notamment à sa victoire lors de la Flèche ardennaise et à une deuxième place lors de la kermesse professionnelle d'Houthalen-Helchteren. Il décide donc de poursuivre l'aventure dans la structure belge où il est rejoint par trois autres français: le sprinteur Denis Flahaut et les deux néo-pros Victor Fobert et Quentin Tanis. 
En début de saison 2013, il est échappé lors de la deuxième étape du Tour d'Andalousie, où il n'est repris qu'à quelques kilomètres de la ligne d'arrivée. Il enchaîne ensuite avec une deuxième place sur la kermesse professionnelle d'Houthalen-Helchteren avant de participer à quelques épreuves en France comme la Boucle de l'Artois (5e), le Circuit des Ardennes ou encore le Grand Prix de Denain. Il s'ensuit alors une longue période de kermesses avec son équipe avant un retour au premier plan lors de la Flèche ardennaise qu'il termine dixième, alors qu'il était encore seul en tête à 20 km du but. Le week-end suivant, il termine troisième du Circuit Het Nieuwsblad espoirs, ce qui sera sa dernière apparition sous les couleurs de l'équipe Colba-Superano Ham.
En fin de saison, il annonce son retour en France pour l'année 2014 et s'engage en faveur du Peltrax-CS Dammarie-lès-Lys aux côtés de Samuel Plouhinec. Pour son retour, il décide de prendre part à la saison de cyclo-cross 2014-2015, participant ainsi aux manches de la Coupe du monde de cyclo-cross ainsi qu'à la Coupe de France de cyclo-cross. Au cours de cette saison, il a notamment remporté le cyclo-cross régional de Denain, ou encore le Championnat d'Ile-de-France de cyclo-cross devant Fabien Canal et Flavien Dassonville. En décembre, il se classe deuxième d'une manche de la Coupe de France de cyclo-cross, signant son retour au niveau national. Sur route, il s'est notamment classé troisième des Grand Prix de Heule en Belgique et d'Aix-en-Othe. Il prend également la quatrième place sur Paris-Auxerre, la cinquième place au Grand Prix de Saint-Souplet et termine septième de Paris-Évreux et du Tour de la Creuse. 
Le 11 janvier 2015, il devient pour la première fois champion de France de cyclo-cross devant Clément Venturini et le tenant du titre Francis Mourey. Il n'est par contre pas sélectionné pour disputer les championnats du monde de cyclo-cross. Il annonce sa retraite sportive le 19 mai 2015.

## Palmarès sur route

### Par années
- 2003
  - 3e du Tre Ciclistica Bresciana
- 2006
  - Grand Prix des Flandres françaises
  - Classement général du Circuit de Saône-et-Loire
  - 2e de Paris-Auxerre
- 2008
  - 1reb étape du Brixia Tour (contre-la-montre par équipes)
  - 2e du Tour d'Andalousie
  - 2e des Quatre Jours de Dunkerque
- 2011
  - Mémorial Henri Garnier
  - Grand Prix de Hoeilaart
  - Grand Prix de Flobecq
  - Grand Prix d'Esplechin
  - 2e du Tour de la province de Liège
  - 3e du Petit Samyn
  - 3e de la kermesse professionnelle de Kortemark
- 2012
  - Flèche ardennaise
  - 2e du Trofee Maarten wynants à Houthalen-Helchteren
  - 3e du Tour de la province de Liège
- 2013
  - 2e du Trofee Maarten wynants à Houthalen-Helchteren
  - 3e du Circuit Het Nieuwsblad espoirs

### Classements mondiaux
| Année           | 2006  | 2007 | 2008 | 2009 | 2010 | 2011 | 2012 | 2013 |
| --------------- | ----- | ---- | ---- | ---- | ---- | ---- | ---- | ---- |
| UCI Europe Tour | 1093e | 332e | 76e  |      | 896e | 520e | 271e | 415e |

## Palmarès en cyclo-cross
- 2002-2003
  -  Champion de France de cyclo-cross juniors
- 2003-2004
  -  Champion de France de cyclo-cross juniors
  - Cyclo-cross d'Asper-Gavere juniors, Gavere
  -  Médaillé de bronze au championnat du monde de cyclo-cross juniors
  -  Médaillé de bronze au championnat d'Europe de cyclo-cross juniors
- 2005-2006
  -  Champion de France de cyclo-cross espoirs
  - Cyclo-cross de Hooglede espoirs, Hooglede
- 2007-2008
  - Championnat du Limousin de cyclo-cross
- 2014-2015
  -  Champion de France de cyclo-cross
  - Championnat d'Ile-de-France de cyclo-cross
  - Cyclo-cross de Denain, Denain